# Emanuel Pinheiro
Emanuel Pinheiro (Cuiabá, 12 de abril de 1965) é um advogado e político brasileiro, filiado ao Partido Social Democrático (PSD). Foi vereador, deputado estadual e prefeito de Cuiabá entre 2017 e 2025.

## Biografia
É filho do ex-deputado Emanuel Pinheiro da Silva Primo e de Dona Maria Helena de Freitas. É casado com Márcia Khun Pinheiro e tem dois filhos.
Em 1988 com 23 anos, foi eleito pelo PFL a uma mandato na Câmara Municipal de Cuiabá. Reeleito em 1992, com a terceira maior votação. Em 1994, foi eleito deputado estadual. Reeleito em 1998, com mais de 14 mil votos.
Em 2000, disputou pelo PFL o executivo de Cuiabá, tendo como vice Odete Trechand, não conseguindo êxito. Na disputa pela reeleição ao cargo na Assembleia em 2002, acaba derrotado. Em janeiro 2005, assume a Secretaria Municipal de Trânsito e Transportes Urbanos, no governo do prefeito Wilson Santos.
Retornou a Assembleia Legislativa de Mato Grosso em 2010, eleito pelo Partido da República (PR) com mais de 20 mil votos. Em 2014 foi reeleito.
No PMDB candidatou-se a prefeitura de Cuiabá em 2016 e terminou o pleito eleito no segundo turno das eleições municipais de 2016. Pinheiro recebeu 60.41 por cento dos votos, enquanto Wilson Santos (PSDB) obteve 39.59 por cento dos votos.
Nas eleições de 2020, Pinheiro candidatou-se a reeleição sendo eleito no pleito do segundo turno com 51.15%,enquanto Abilio (PODE) obteve 48,85%.
No dia 19 de outubro de 2021, Emanuel foi afastado do cargo de prefeito por supostas irregularidades na secretaria municipal de saúde.Retornou ao cargo 37 dias depois, após decisão judicial, em 26/11/2021, concluindo o mandato e passando a faixa ao sucessor em 01/01/2025.